# Liste des monuments historiques d'Orléans

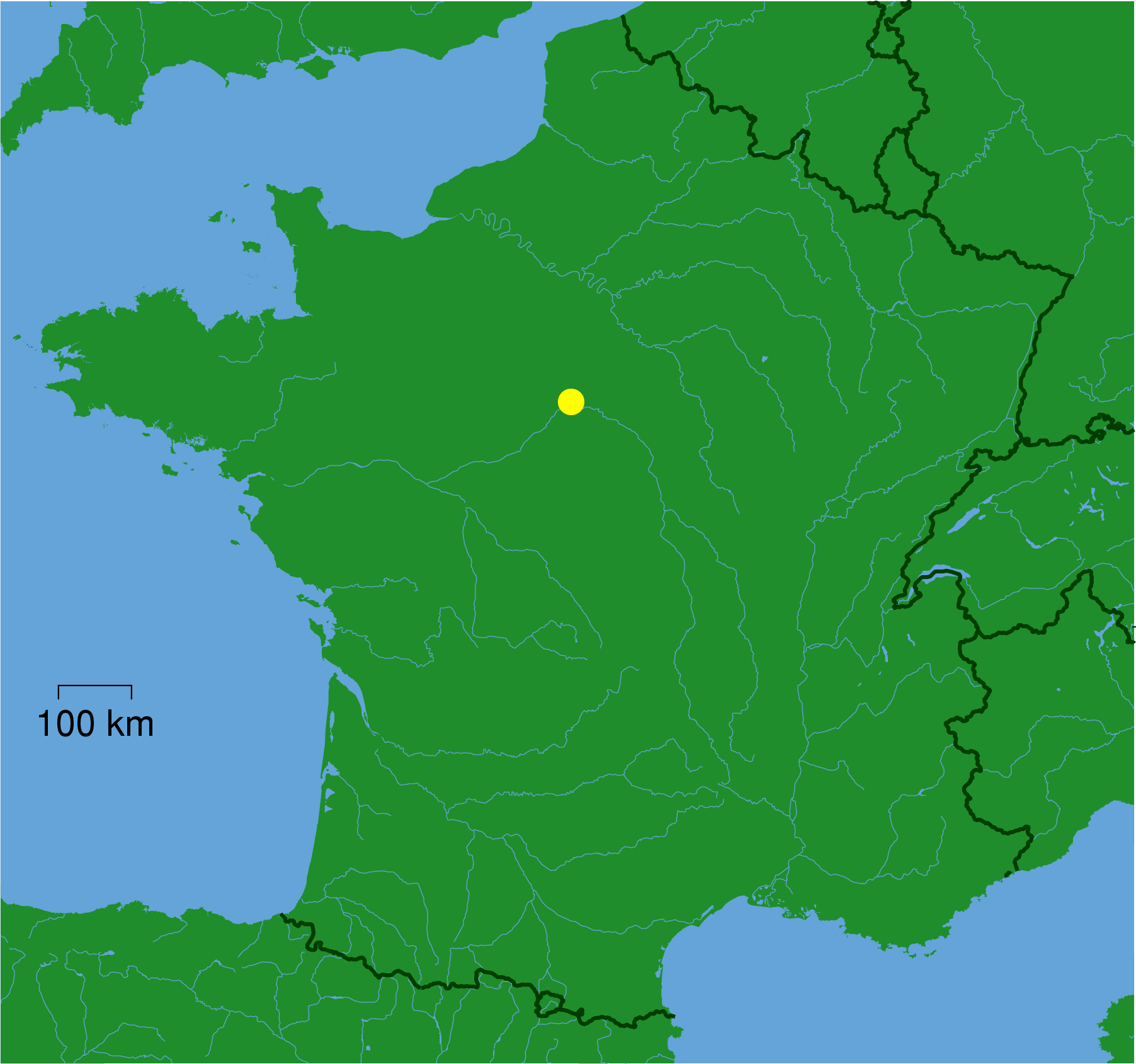
Situation de la ville d'Orléans sur une carte de France

La liste des monuments historiques d'Orléans présente la liste de tous les monuments historiques classés ou inscrits situés dans la ville française d'Orléans (département du Loiret en région Centre-Val de Loire).

## Liste
| Monument                                                                   | Adresse                                                  | Coordonnées                      | Notice         | Protection            | Date           | Illustration                                                               |
| -------------------------------------------------------------------------- | -------------------------------------------------------- | -------------------------------- | -------------- | --------------------- | -------------- | -------------------------------------------------------------------------- |
| Campo Santo                                                                | 16 rue Dupanloup                                         | 47° 54′ 12″ nord, 1° 54′ 39″ est | « PA00098839 » | Classé Inscrit        | 1913 1928      | Campo Santo                                                                |
| Cathédrale Sainte-Croix                                                    | Place Sainte-Croix                                       | 47° 54′ 06″ nord, 1° 54′ 37″ est | « PA00098836 » | Classé                | 1862           | Cathédrale Sainte-Croix                                                    |
| Hôpital Porte-Madeleine                                                    | 1 rue Porte-Madeleine                                    | 47° 54′ 05″ nord, 1° 53′ 42″ est | « PA00098849 » | Inscrit Classé        | 1994 1997      | Hôpital Porte-Madeleine                                                    |
| Ancienne Chambre de commerce et d'industrie du Loiret                      | 31 place du Martroi                                      | 47° 54′ 07″ nord, 1° 54′ 15″ est | « PA00098837 » | Inscrit               | 1937           | Ancienne Chambre de commerce et d'industrie du Loiret                      |
| Chapelle Saint-Jacques                                                     | Jardins de l'Hôtel Groslot                               | 47° 54′ 10″ nord, 1° 54′ 27″ est | « PA00098838 » | Classé                | 1846           | Chapelle Saint-Jacques                                                     |
| Collégiale Saint-Aignan                                                    | Place Saint-Aignan Rue Neuve-Saint-Aignan                | 47° 53′ 57″ nord, 1° 54′ 55″ est | « PA00098843 » | Classé                | 1910           | Collégiale Saint-Aignan                                                    |
| Couvent des Minimes                                                        | 6 rue d'Illiers Rue des Minimes                          | 47° 54′ 09″ nord, 1° 54′ 07″ est | « PA00098840 » | Classé                | 1941           | Couvent des Minimes                                                        |
| Crypte Saint-Avit                                                          | Rue du Bourdon-Blanc                                     | 47° 54′ 12″ nord, 1° 54′ 43″ est | « PA00098841 » | Classé                | 1862           | Crypte Saint-Avit                                                          |
| Église Notre-Dame-de-Recouvrance                                           | Rue Notre-Dame-de-Recouvrance                            | 47° 53′ 56″ nord, 1° 54′ 02″ est | « PA00098842 » | Classé                | 1918           | Église Notre-Dame-de-Recouvrance                                           |
| Église Saint-Euverte                                                       | Rue de l'Ételon                                          | 47° 54′ 10″ nord, 1° 55′ 04″ est | « PA00098844 » | Classé                | 1933           | Église Saint-Euverte                                                       |
| Église Saint-Paul                                                          | Rue du Cloître-Saint-Paul                                | 47° 54′ 01″ nord, 1° 54′ 07″ est | « PA00098845 » | Classé                | 1908 1960      | Église Saint-Paul                                                          |
| Église Saint-Pierre du Martroi                                             | Rue Saint-Pierre du Martroi                              | 47° 54′ 08″ nord, 1° 54′ 21″ est | « PA00098846 » | Classé                | 1942           | Église Saint-Pierre du Martroi                                             |
| Église Saint-Pierre-le-Puellier                                            | Rue Saint-Pierre du Puellier                             | 47° 53′ 56″ nord, 1° 54′ 42″ est | « PA00098847 » | Inscrit               | 1925           | Église Saint-Pierre-le-Puellier                                            |
| Fort des Tourelles                                                         | 6 place de la Bascule                                    | 47° 53′ 40″ nord, 1° 54′ 22″ est | « PA45000026 » | Classé                | 2005           | Image manquante Téléverser                                                 |
| Hôtel Brachet                                                              | 24-26-28 rue de la Bretonnerie                           | 47° 54′ 15″ nord, 1° 54′ 25″ est | « PA45000032 » | Inscrit               | 2007           | Hôtel Brachet                                                              |
| Hôtel de la Caisse d'épargne                                               | 3 rue d'Escures                                          | 47° 54′ 10″ nord, 1° 54′ 26″ est | « PA45000017 » | Inscrit               | 2000           | Hôtel de la Caisse d'épargne                                               |
| Hôtel des Créneaux                                                         | 32 rue Sainte-Catherine                                  | 47° 54′ 03″ nord, 1° 54′ 20″ est | « PA00098855 » | Classé                | 1840           | Hôtel des Créneaux                                                         |
| Hôtel Euverte-Hatte (Centre Charles-Péguy)                                 | 11 rue du Tabour                                         | 47° 54′ 02″ nord, 1° 54′ 12″ est | « PA00098971 » | Classé                | 1862           | Hôtel Euverte-Hatte (Centre Charles-Péguy)                                 |
| Hôtel Groslot                                                              | Place de l'Étape                                         | 47° 54′ 09″ nord, 1° 54′ 31″ est | « PA00098851 » | Classé                | 1862           | Hôtel Groslot                                                              |
| Hôtel de la Motte-Sanguin                                                  | 2 rue de Solférino                                       | 47° 53′ 59″ nord, 1° 55′ 07″ est | « PA00098852 » | Classé                | 1928           | Hôtel de la Motte-Sanguin                                                  |
| Hôtel Pommeret                                                             | 15 rue d'Escures                                         | 47° 54′ 09″ nord, 1° 54′ 22″ est | « PA00098853 » | Inscrit               | 1987           | Hôtel Pommeret                                                             |
| Hôtel de préfecture du Loiret                                              | 9 rue Saint-Pierre-Lentin                                | 47° 54′ 04″ nord, 1° 54′ 34″ est | « PA45000024 » | Inscrit Classé        | 2005 2008      | Hôtel de préfecture du Loiret                                              |
| Hôtel du Roi                                                               | 10 rue du Cloître-Saint-Aignan Rue des Quatre-Fils-Aymon | 47° 53′ 58″ nord, 1° 55′ 00″ est | « PA45000035 » | Inscrit               | 2009           | Hôtel du Roi                                                               |
| Hôtel Tassin de Villiers                                                   | 1 bis rue de la Bretonnerie                              | 47° 54′ 13″ nord, 1° 54′ 27″ est | « PA45000045 » | Inscrit               | 2015           | Hôtel Tassin de Villiers                                                   |
| Hôtel Tassin de Montcour                                                   | 3 rue de la Bretonnerie                                  | 47° 54′ 14″ nord, 1° 54′ 26″ est | « PA45000044 » | Inscrit               | 2015           | Hôtel Tassin de Montcour                                                   |
| Hôtel de la Vieille Monnaie                                                | 26 rue du Stade                                          | 47° 54′ 03″ nord, 1° 54′ 24″ est | « PA00098854 » | Inscrit               | 1981           | Hôtel de la Vieille Monnaie                                                |
| Immeuble                                                                   | 45 rue des Carmes                                        | 47° 54′ 06″ nord, 1° 53′ 58″ est | « PA45000041 » | Inscrit               | 2013           | Immeuble                                                                   |
| Immeuble                                                                   | 59-61 rue des Carmes 25 rue de l'Ange                    | 47° 54′ 06″ nord, 1° 53′ 56″ est | « PA45000042 » | Inscrit               | 2013           | Immeuble                                                                   |
| Immeubles                                                                  | 4 place du Châtelet                                      | 47° 53′ 56″ nord, 1° 54′ 23″ est | « PA00098899 » | Inscrit               | 2009           | Immeubles                                                                  |
| Immeuble                                                                   | 1 rue Jeanne-d'Arc                                       | 47° 54′ 06″ nord, 1° 54′ 30″ est | « PA00098858 » | Inscrit               | 1945           | Immeuble                                                                   |
| Immeuble                                                                   | 2 rue Jeanne-d'Arc                                       | 47° 54′ 07″ nord, 1° 54′ 30″ est | « PA00098859 » | Inscrit               | 1945           | Immeuble                                                                   |
| Immeuble                                                                   | 3 rue Jeanne-d'Arc                                       | 47° 54′ 06″ nord, 1° 54′ 30″ est | « PA00098860 » | Inscrit               | 1945           | Immeuble                                                                   |
| Immeuble                                                                   | 4 rue Jeanne-d'Arc                                       | 47° 54′ 07″ nord, 1° 54′ 30″ est | « PA00098861 » | Inscrit               | 1945           | Immeuble                                                                   |
| Immeuble                                                                   | 5 rue Jeanne-d'Arc                                       | 47° 54′ 06″ nord, 1° 54′ 29″ est | « PA00098862 » | Inscrit               | 1945           | Immeuble                                                                   |
| Immeuble                                                                   | 6 rue Jeanne-d'Arc                                       | 47° 54′ 06″ nord, 1° 54′ 29″ est | « PA00098863 » | Inscrit               | 1945           | Immeuble                                                                   |
| Immeuble                                                                   | 7 rue Jeanne-d'Arc                                       | 47° 54′ 06″ nord, 1° 54′ 28″ est | « PA00098864 » | Inscrit               | 1945           | Immeuble                                                                   |
| Immeuble                                                                   | 8 rue Jeanne-d'Arc                                       | 47° 54′ 06″ nord, 1° 54′ 28″ est | « PA00098865 » | Inscrit               | 1945           | Immeuble                                                                   |
| Immeuble                                                                   | 9 rue Jeanne-d'Arc                                       | 47° 54′ 06″ nord, 1° 54′ 28″ est | « PA00098866 » | Inscrit               | 1945           | Immeuble                                                                   |
| Immeuble                                                                   | 11 rue Jeanne-d'Arc                                      | 47° 54′ 06″ nord, 1° 54′ 26″ est | « PA00098867 » | Inscrit               | 1945           | Immeuble                                                                   |
| Immeuble                                                                   | 12 rue Jeanne-d'Arc                                      | 47° 54′ 06″ nord, 1° 54′ 26″ est | « PA00098868 » | Inscrit               | 1945           | Immeuble                                                                   |
| Immeuble                                                                   | 13 rue Jeanne-d'Arc                                      | 47° 54′ 06″ nord, 1° 54′ 26″ est | « PA00098869 » | Inscrit               | 1945           | Immeuble                                                                   |
| Immeuble                                                                   | 14 rue Jeanne-d'Arc                                      | 47° 54′ 06″ nord, 1° 54′ 26″ est | « PA00098870 » | Inscrit               | 1945           | Immeuble                                                                   |
| Immeuble                                                                   | 15 rue Jeanne-d'Arc 13 rue Vieille-Monnaie               | 47° 54′ 06″ nord, 1° 54′ 25″ est | « PA00098871 » | Inscrit               | 1945           | Immeuble                                                                   |
| Immeuble                                                                   | 17 rue Jeanne-d'Arc                                      | 47° 54′ 06″ nord, 1° 54′ 24″ est | « PA00098872 » | Inscrit               | 1945           | Immeuble                                                                   |
| Immeuble                                                                   | 19 rue Jeanne-d'Arc                                      | 47° 54′ 06″ nord, 1° 54′ 24″ est | « PA00098873 » | Inscrit               | 1945           | Immeuble                                                                   |
| Immeuble                                                                   | 20 rue Jeanne-d'Arc                                      | 47° 54′ 06″ nord, 1° 54′ 24″ est | « PA00098874 » | Inscrit               | 1945           | Immeuble                                                                   |
| Immeuble                                                                   | 21 rue Jeanne-d'Arc                                      | 47° 54′ 05″ nord, 1° 54′ 23″ est | « PA00098875 » | Inscrit               | 1945           | Immeuble                                                                   |
| Immeuble                                                                   | 25 rue Jeanne-d'Arc                                      | 47° 54′ 05″ nord, 1° 54′ 21″ est | « PA00098876 » | Inscrit               | 1945           | Immeuble                                                                   |
| Immeuble                                                                   | 26 rue Jeanne-d'Arc                                      | 47° 54′ 06″ nord, 1° 54′ 20″ est | « PA00098877 » | Inscrit               | 1945           | Immeuble                                                                   |
| Immeuble                                                                   | 27 rue Jeanne-d'Arc                                      | 47° 54′ 05″ nord, 1° 54′ 19″ est | « PA00098878 » | Inscrit               | 1945           | Immeuble                                                                   |
| Immeuble                                                                   | 28 rue Jeanne-d'Arc                                      | 47° 54′ 06″ nord, 1° 54′ 19″ est | « PA00098879 » | Inscrit               | 1945           | Immeuble                                                                   |
| Immeuble                                                                   | 29 rue Jeanne-d'Arc                                      | 47° 54′ 05″ nord, 1° 54′ 18″ est | « PA00098880 » | Inscrit               | 1945           | Immeuble                                                                   |
| Immeuble                                                                   | 30 rue Jeanne-d'Arc                                      | 47° 54′ 06″ nord, 1° 54′ 18″ est | « PA00098881 » | Inscrit               | 1945           | Immeuble                                                                   |
| Immeuble                                                                   | 31 rue Jeanne-d'Arc                                      | 47° 54′ 05″ nord, 1° 54′ 18″ est | « PA00098882 » | Inscrit               | 1945           | Immeuble                                                                   |
| Immeuble                                                                   | 32 rue Jeanne-d'Arc                                      | 47° 54′ 05″ nord, 1° 54′ 16″ est | « PA00098883 » | Inscrit               | 1945           | Immeuble                                                                   |
| Immeuble                                                                   | 33 rue Jeanne-d'Arc                                      | 47° 54′ 05″ nord, 1° 54′ 17″ est | « PA00098884 » | Inscrit               | 1945           | Immeuble                                                                   |
| Immeuble                                                                   | 34 rue Jeanne-d'Arc                                      | 47° 54′ 05″ nord, 1° 54′ 15″ est | « PA00098885 » | Inscrit               | 1945           | Immeuble                                                                   |
| Immeuble                                                                   | 35 rue Jeanne-d'Arc                                      | 47° 54′ 05″ nord, 1° 54′ 16″ est | « PA00098886 » | Inscrit               | 1945           | Immeuble                                                                   |
| Immeuble                                                                   | 37 rue Jeanne-d'Arc                                      | 47° 54′ 05″ nord, 1° 54′ 15″ est | « PA00098887 » | Inscrit               | 1945           | Immeuble                                                                   |
| Immeuble                                                                   | 39-41 rue Jeanne-d'Arc                                   | 47° 54′ 05″ nord, 1° 54′ 15″ est | « PA00098888 » | Inscrit               | 1945           | Immeuble                                                                   |
| Immeubles                                                                  | 9 rue des Trois-Maries; 272 rue de Bourgogne             | 47° 54′ 00″ nord, 1° 54′ 25″ est | « PA45000058 » | Inscrit               | 2023           | Image manquante Téléverser                                                 |
| Cellier du Chapitre                                                        | Place du Cardinal Touchet                                | 47° 54′ 05″ nord, 1° 54′ 36″ est | « PA00098889 » | Inscrit               | 1944           | Image manquante Téléverser                                                 |
| Immeuble                                                                   | 5 place Général de Gaulle                                | 47° 54′ 03″ nord, 1° 54′ 10″ est | « PA00098857 » | Classé                | 1941           | Immeuble                                                                   |
| Maison de la Paix                                                          | Place Abbé Desnoyers                                     | 47° 54′ 03″ nord, 1° 54′ 19″ est | « PA00098856 » | Classé                | 1915           | Maison de la Paix                                                          |
| Maison                                                                     | 17 rue de la Bretonnerie                                 | 47° 54′ 16″ nord, 1° 54′ 22″ est | « PA00098894 » | Inscrit               | 1927           | Maison                                                                     |
| Maison                                                                     | 58 rue de la Bretonnerie                                 | 47° 54′ 20″ nord, 1° 54′ 14″ est | « PA00098895 » | Inscrit               | 1925           | Maison                                                                     |
| Maison                                                                     | 62 rue de la Bretonnerie                                 | 47° 54′ 21″ nord, 1° 54′ 13″ est | « PA00098896 » | Inscrit               | 1925           | Maison                                                                     |
| Maison                                                                     | 34 rue de la Charpenterie                                | 47° 53′ 57″ nord, 1° 54′ 35″ est | « PA00098898 » | Inscrit               | 2009           | Maison                                                                     |
| Maison                                                                     | 14 place du Châtelet                                     | 47° 53′ 57″ nord, 1° 54′ 25″ est | « PA00098901 » | Inscrit               | 1926           | Maison                                                                     |
| Maison                                                                     | 20 place du Châtelet                                     | 47° 53′ 57″ nord, 1° 54′ 25″ est | « PA45000034 » | Inscrit               | 2009           | Maison                                                                     |
| Maison                                                                     | 3 rue de l'Empereur                                      | 47° 53′ 54″ nord, 1° 54′ 29″ est | « PA00098903 » | Inscrit               | 1926           | Maison                                                                     |
| Maison                                                                     | 37 rue de l'Empereur                                     | 47° 53′ 59″ nord, 1° 54′ 28″ est | « PA00098904 » | Inscrit               | 1925           | Maison                                                                     |
| Maison                                                                     | 4 rue de l'Eperon                                        | 47° 54′ 01″ nord, 1° 54′ 43″ est | « PA00098905 » | Inscrit               | 1929           | Maison                                                                     |
| Maison                                                                     | 2 rue d'Escures                                          | 47° 54′ 12″ nord, 1° 54′ 29″ est | « PA00098906 » | Inscrit               | 1925           | Maison                                                                     |
| Maison                                                                     | 4 rue d'Escures                                          | 47° 54′ 12″ nord, 1° 54′ 28″ est | « PA00098907 » | Inscrit               | 1925           | Maison                                                                     |
| Maison                                                                     | 6 rue d'Escures                                          | 47° 54′ 12″ nord, 1° 54′ 27″ est | « PA00098908 » | Inscrit               | 1925           | Maison                                                                     |
| Maison                                                                     | 8 rue d'Escures                                          | 47° 54′ 11″ nord, 1° 54′ 27″ est | « PA00098909 » | Inscrit               | 1925           | Maison                                                                     |
| Maison                                                                     | 20 rue Charles Sanglier                                  | 47° 54′ 03″ nord, 1° 54′ 17″ est | « PA00098897 » | Classé                | 1889           | Maison                                                                     |
| Maison                                                                     | 26 rue Louis-Roguet                                      | 47° 54′ 03″ nord, 1° 54′ 23″ est | « PA00098912 » | Inscrit               | 1929           | Maison                                                                     |
| Maison                                                                     | 28 rue de la Poterne                                     | 47° 53′ 59″ nord, 1° 54′ 34″ est | « PA00098916 » | Inscrit               | 1925           | Maison                                                                     |
| Maison                                                                     | 1 rue Royale                                             | 47° 53′ 54″ nord, 1° 54′ 14″ est | « PA00098917 » | Inscrit               | 1925           | Maison                                                                     |
| Maison                                                                     | 2 rue Royale                                             | 47° 53′ 54″ nord, 1° 54′ 16″ est | « PA00098918 » | Inscrit               | 1925           | Maison                                                                     |
| Maison                                                                     | 3 rue Royale                                             | 47° 53′ 55″ nord, 1° 54′ 14″ est | « PA00098919 » | Inscrit               | 1928           | Maison                                                                     |
| Maison                                                                     | 4 rue Royale                                             | 47° 53′ 55″ nord, 1° 54′ 16″ est | « PA00098920 » | Inscrit               | 1928           | Maison                                                                     |
| Maison                                                                     | 5 rue Royale                                             | 47° 53′ 55″ nord, 1° 54′ 14″ est | « PA00098921 » | Inscrit               | 1928           | Maison                                                                     |
| Maison                                                                     | 6 rue Royale                                             | 47° 53′ 55″ nord, 1° 54′ 16″ est | « PA00098922 » | Inscrit               | 1928           | Maison                                                                     |
| Maison                                                                     | 7 rue Royale                                             | 47° 53′ 55″ nord, 1° 54′ 14″ est | « PA00098923 » | Inscrit               | 1928           | Maison                                                                     |
| Maison                                                                     | 8 rue Royale                                             | 47° 53′ 55″ nord, 1° 54′ 16″ est | « PA00098924 » | Inscrit               | 1928           | Maison                                                                     |
| Maison                                                                     | 9 rue Royale                                             | 47° 53′ 55″ nord, 1° 54′ 14″ est | « PA00098925 » | Inscrit               | 1928           | Maison                                                                     |
| Maison                                                                     | 10 rue Royale                                            | 47° 53′ 55″ nord, 1° 54′ 16″ est | « PA00098926 » | Inscrit               | 1928           | Maison                                                                     |
| Maison                                                                     | 11 rue Royale                                            | 47° 53′ 56″ nord, 1° 54′ 14″ est | « PA00098927 » | Inscrit               | 1928           | Maison                                                                     |
| Maison                                                                     | 12 rue Royale                                            | 47° 53′ 56″ nord, 1° 54′ 16″ est | « PA00098928 » | Inscrit               | 1928           | Maison                                                                     |
| Maison                                                                     | 13 rue Royale                                            | 47° 53′ 56″ nord, 1° 54′ 14″ est | « PA00098929 » | Inscrit               | 1928           | Maison                                                                     |
| Maison                                                                     | 14 rue Royale                                            | 47° 53′ 56″ nord, 1° 54′ 16″ est | « PA00098930 » | Inscrit               | 1928           | Maison                                                                     |
| Maison                                                                     | 15 rue Royale                                            | 47° 53′ 56″ nord, 1° 54′ 14″ est | « PA00098931 » | Inscrit               | 1928           | Maison                                                                     |
| Maison                                                                     | 16 rue Royale                                            | 47° 53′ 56″ nord, 1° 54′ 16″ est | « PA00098932 » | Inscrit               | 1928           | Maison                                                                     |
| Maison                                                                     | 17 rue Royale                                            | 47° 53′ 56″ nord, 1° 54′ 14″ est | « PA00098933 » | Inscrit               | 1928           | Maison                                                                     |
| Maison                                                                     | 19 rue Royale                                            | 47° 53′ 56″ nord, 1° 54′ 14″ est | « PA00098934 » | Inscrit               | 1928           | Maison                                                                     |
| Maison                                                                     | 21 rue Royale                                            | 47° 53′ 57″ nord, 1° 54′ 14″ est | « PA00098935 » | Inscrit               | 1928           | Maison                                                                     |
| Maison                                                                     | 23 rue Royale                                            | 47° 53′ 57″ nord, 1° 54′ 14″ est | « PA00098936 » | Inscrit               | 1928           | Maison                                                                     |
| Maison                                                                     | 24 rue Royale                                            | 47° 53′ 57″ nord, 1° 54′ 15″ est | « PA00098937 » | Inscrit               | 1928           | Maison                                                                     |
| Maison                                                                     | 25 rue Royale                                            | 47° 53′ 58″ nord, 1° 54′ 14″ est | « PA00098938 » | Inscrit               | 1928           | Maison                                                                     |
| Maison                                                                     | 26 rue Royale                                            | 47° 53′ 57″ nord, 1° 54′ 15″ est | « PA00098939 » | Inscrit               | 1928           | Maison                                                                     |
| Maison                                                                     | 27 rue Royale                                            | 47° 53′ 58″ nord, 1° 54′ 14″ est | « PA00098940 » | Inscrit               | 1928           | Maison                                                                     |
| Maison                                                                     | 28 rue Royale                                            | 47° 53′ 58″ nord, 1° 54′ 15″ est | « PA00098941 » | Inscrit               | 1928           | Maison                                                                     |
| Maison                                                                     | 30 rue Royale                                            | 47° 53′ 58″ nord, 1° 54′ 15″ est | « PA00098942 » | Inscrit               | 1928           | Maison                                                                     |
| Maison                                                                     | 32 rue Royale                                            | 47° 53′ 58″ nord, 1° 54′ 15″ est | « PA00098943 » | Inscrit               | 1928           | Maison                                                                     |
| Maison                                                                     | 34 rue Royale                                            | 47° 53′ 58″ nord, 1° 54′ 15″ est | « PA00098944 » | Inscrit               | 1928           | Maison                                                                     |
| Maison                                                                     | 36 rue Royale                                            | 47° 53′ 59″ nord, 1° 54′ 15″ est | « PA00098945 » | Inscrit               | 1928           | Maison                                                                     |
| Maison                                                                     | 38 rue Royale                                            | 47° 53′ 59″ nord, 1° 54′ 15″ est | « PA00098946 » | Inscrit               | 1928           | Maison                                                                     |
| Maison                                                                     | 40 rue Royale                                            | 47° 53′ 59″ nord, 1° 54′ 15″ est | « PA00098947 » | Inscrit               | 1928           | Maison                                                                     |
| Maison                                                                     | 42 rue Royale                                            | 47° 54′ 00″ nord, 1° 54′ 15″ est | « PA00098948 » | Inscrit               | 1928           | Maison                                                                     |
| Maison                                                                     | 74 rue Royale                                            | 47° 54′ 04″ nord, 1° 54′ 15″ est | « PA00098949 » | Inscrit               | 1928           | Maison                                                                     |
| Maison                                                                     | 76 rue Royale                                            | 47° 54′ 04″ nord, 1° 54′ 15″ est | « PA00098950 » | Inscrit               | 1928           | Maison                                                                     |
| Maison                                                                     | 78 rue Royale                                            | 47° 54′ 05″ nord, 1° 54′ 14″ est | « PA00098951 » | Inscrit               | 1928           | Maison                                                                     |
| Maison                                                                     | 80 rue Royale                                            | 47° 54′ 05″ nord, 1° 54′ 15″ est | « PA00098952 » | Inscrit               | 1928           | Maison                                                                     |
| Maison                                                                     | 82 rue Royale                                            | 47° 54′ 06″ nord, 1° 54′ 15″ est | « PA00098953 » | Inscrit               | 1928           | Maison                                                                     |
| Maison                                                                     | 83 rue Royale                                            | 47° 54′ 06″ nord, 1° 54′ 13″ est | « PA00098954 » | Inscrit               | 1928           | Maison                                                                     |
| Maison                                                                     | 84 rue Royale                                            | 47° 54′ 06″ nord, 1° 54′ 15″ est | « PA00098955 » | Inscrit               | 1928           | Maison                                                                     |
| Maison                                                                     | 86 rue Royale                                            | 47° 54′ 06″ nord, 1° 54′ 15″ est | « PA00098956 » | Inscrit               | 1928           | Maison                                                                     |
| Maison                                                                     | 88 rue Royale                                            | 47° 54′ 07″ nord, 1° 54′ 14″ est | « PA00098957 » | Inscrit               | 1928           | Maison                                                                     |
| Maison                                                                     | 90 rue Royale                                            | 47° 54′ 07″ nord, 1° 54′ 14″ est | « PA00098958 » | Inscrit               | 1928           | Maison                                                                     |
| Maison                                                                     | 92 rue Royale                                            | 47° 54′ 07″ nord, 1° 54′ 14″ est | « PA00098959 » | Inscrit               | 1928           | Maison                                                                     |
| Maison                                                                     | 94 rue Royale                                            | 47° 54′ 07″ nord, 1° 54′ 14″ est | « PA00098960 » | Inscrit               | 1928           | Maison                                                                     |
| Maison                                                                     | 14 rue Sainte-Catherine                                  | 47° 54′ 01″ nord, 1° 54′ 20″ est | « PA00098962 » | Inscrit               | 1925           | Maison                                                                     |
| Maison                                                                     | 1 place Sainte-Croix                                     | 47° 54′ 06″ nord, 1° 54′ 31″ est | « PA00098963 » | Inscrit               | 1940           | Maison                                                                     |
| Maison                                                                     | 2 place Sainte-Croix                                     | 47° 54′ 07″ nord, 1° 54′ 31″ est | « PA00098964 » | Inscrit               | 1940           | Maison                                                                     |
| Maison                                                                     | 4 place Sainte-Croix                                     | 47° 54′ 08″ nord, 1° 54′ 31″ est | « PA00098965 » | Inscrit               | 1940           | Maison                                                                     |
| Maison                                                                     | 5 place Sainte-Croix                                     | 47° 54′ 05″ nord, 1° 54′ 31″ est | « PA00098966 » | Inscrit               | 1940           | Maison                                                                     |
| Institut                                                                   | 6 place Sainte-Croix                                     | 47° 54′ 08″ nord, 1° 54′ 31″ est | « PA00098890 » | Inscrit               | 2022           | Institut                                                                   |
| Maison                                                                     | 7 place Sainte-Croix                                     | 47° 54′ 05″ nord, 1° 54′ 31″ est | « PA00098967 » | Inscrit               | 1940           | Maison                                                                     |
| Maison                                                                     | 9 place Sainte-Croix                                     | 47° 54′ 05″ nord, 1° 54′ 31″ est | « PA00098968 » | Inscrit               | 1940           | Maison                                                                     |
| Maison                                                                     | 11 place Sainte-Croix                                    | 47° 54′ 05″ nord, 1° 54′ 32″ est | « PA00098969 » | Inscrit               | 1940           | Maison                                                                     |
| Maison                                                                     | 15 place Sainte-Croix                                    | 47° 54′ 04″ nord, 1° 54′ 32″ est | « PA00098970 » | Inscrit               | 1940           | Maison                                                                     |
| Maison                                                                     | 4 rue des Trois-Maillets                                 | 47° 53′ 55″ nord, 1° 54′ 13″ est | « PA00098972 » | Classé                | 1912           | Maison                                                                     |
| Maison                                                                     | 15 rue des Trois-Maries                                  | 47° 54′ 01″ nord, 1° 54′ 24″ est | « PA00098973 » | Inscrit               | 1925           | Maison                                                                     |
| Maison Art Nouveau                                                         | 10 quai Barentin                                         | 47° 53′ 54″ nord, 1° 53′ 59″ est | « PA00132575 » | Inscrit               | 1994           | Maison Art Nouveau                                                         |
| Maison Art Nouveau                                                         | 7bis route d'Olivet                                      | 47° 53′ 10″ nord, 1° 54′ 18″ est | « PA00132576 » | Inscrit               | 1994           | Maison Art Nouveau                                                         |
| Maison Art Nouveau                                                         | 46 rue Saint-Marc                                        | 47° 54′ 18″ nord, 1° 55′ 30″ est | « PA00132574 » | Inscrit               | 1994           | Maison Art Nouveau                                                         |
| Maison canoniale                                                           | 22 rue Saint-Étienne                                     | 47° 54′ 05″ nord, 1° 54′ 44″ est | « PA00099042 » | Inscrit               | 1989           | Maison canoniale                                                           |
| Maison de la Chancellerie                                                  | 27, 29 place du Martroi                                  | 47° 54′ 08″ nord, 1° 54′ 13″ est | « PA00098913 » | Classé                | 1932           | Maison de la Chancellerie                                                  |
| Hôtel de Sanxerre, dit également maison des Chanoines                      | 211 rue de Bourgogne 39bis, 41 rue de la Poterne         | 47° 54′ 00″ nord, 1° 54′ 33″ est | « PA00098892 » | Classé                | 1912           | Hôtel de Sanxerre, dit également maison des Chanoines                      |
| Maison des Chevaliers du Guet                                              | 11 rue Étienne-Dolet Rue Parisie                         | 47° 54′ 03″ nord, 1° 54′ 33″ est | « PA00098910 » | Inscrit               | 1925           | Maison des Chevaliers du Guet                                              |
| Maison du Coin Saint-Pierre                                                | 13 rue Étienne-Dolet Rue Parisie                         | 47° 54′ 03″ nord, 1° 54′ 32″ est | « PA00098911 » | Inscrit               | 1925           | Maison du Coin Saint-Pierre                                                |
| Maison de la Coquille                                                      | 7 rue de la Pierre-Percée                                | 47° 53′ 54″ nord, 1° 54′ 19″ est | « PA00098915 » | Classé                | 1889           | Maison de la Coquille                                                      |
| Maison de Du Cerceau                                                       | 6 rue Ducerceau                                          | 47° 53′ 59″ nord, 1° 54′ 20″ est | « PA00098902 » | Classé                | 1928           | Maison de Du Cerceau                                                       |
| Hôtel Toutin, parfois appelé à tort maison de François Ier                 | 26 rue Notre-Dame-de-Recouvrance                         | 47° 53′ 59″ nord, 1° 54′ 03″ est | « PA00098914 » | Classé                | 1862           | Hôtel Toutin, parfois appelé à tort maison de François Ier                 |
| Maison de Jean d'Alibert                                                   | 6 place du Châtelet                                      | 47° 53′ 56″ nord, 1° 54′ 23″ est | « PA00098900 » | Classé                | 1862           | Maison de Jean d'Alibert                                                   |
| Maison à lucarnes                                                          | 49 rue des Beaumonts Rue du Faubourg-Saint-Jean          | 47° 54′ 22″ nord, 1° 53′ 24″ est | « PA45000003 » | Inscrit               | 1997           | Maison à lucarnes                                                          |
| Maison des Oves                                                            | 11 rue Sainte-Anne                                       | 47° 54′ 14″ nord, 1° 54′ 19″ est | « PA00098961 » | Inscrit               | 1925           | Maison des Oves                                                            |
| Maison de la Pomme                                                         | Place Abbé Desnoyers                                     | 47° 54′ 03″ nord, 1° 54′ 19″ est | « PA00098891 » | Inscrit               | 1926           | Maison de la Pomme                                                         |
| Maison de la Prévôté                                                       | 261 rue de Bourgogne                                     | 47° 54′ 00″ nord, 1° 54′ 26″ est | « PA00098893 » | Classé                | 1912           | Maison de la Prévôté                                                       |
| Monument à Charles Péguy                                                   | Square Charles-Péguy                                     | 47° 54′ 04″ nord, 1° 55′ 12″ est | « PA45000048 » | Inscrit               | 2017           | Image manquante Téléverser                                                 |
| Jeanne d'Arc guerrière                                                     | Square de la Rue des Tourelles                           | 47° 53′ 41″ nord, 1° 54′ 22″ est | « PA45000049 » | Inscrit               | 2017           | Jeanne d'Arc guerrière                                                     |
| Hôtel Cabu, qui abrite le Musée historique et archéologique de l'Orléanais | 22 rue Charles-Sanglier Place Abbé-Desnoyers             | 47° 54′ 04″ nord, 1° 54′ 17″ est | « PA00098850 » | Classé                | 1875           | Hôtel Cabu, qui abrite le Musée historique et archéologique de l'Orléanais |
| Palais épiscopal                                                           | 1 rue Dupanloup                                          | 47° 54′ 09″ nord, 1° 54′ 43″ est | « PA00098848 » | Classé Inscrit Classé | 1912 1928 1942 | Palais épiscopal                                                           |
| Palais de justice                                                          | 42, 44, 46 rue de la Bretonnerie Rue d'Alsace-Lorraine   | 47° 54′ 18″ nord, 1° 54′ 19″ est | « PA00099057 » | Inscrit               | 1992           | Palais de justice                                                          |
| Parc floral de la Source                                                   |                                                          | 47° 51′ 03″ nord, 1° 56′ 01″ est | « PA45000028 » | Inscrit               | 2006           | Parc floral de la Source                                                   |
| Pavillon Colas des Francs                                                  | Jardin Jacques-Boucher 5 place Général de Gaulle         | 47° 54′ 03″ nord, 1° 54′ 09″ est | « PA00098974 » | Classé                | 1889           | Pavillon Colas des Francs                                                  |
| Pont George-V                                                              |                                                          | 47° 53′ 48″ nord, 1° 54′ 15″ est | « PA00098975 » | Inscrit               | 1926           | Pont George-V                                                              |
| Monument dit « Le Premier toit »                                           | Parc Pasteur                                             | 47° 54′ 24″ nord, 1° 54′ 44″ est | « PA45000047 » | Inscrit               | 2017           | Monument dit « Le Premier toit »                                           |
| Presbytère de Notre-Dame-de-Recouvrance                                    | 12 rue Notre-Dame-de-Recouvrance                         | 47° 53′ 55″ nord, 1° 54′ 02″ est | « PA00098976 » | Inscrit               | 1928           | Presbytère de Notre-Dame-de-Recouvrance                                    |
| Salle des Thèses                                                           | Rue Pothier                                              | 47° 54′ 02″ nord, 1° 54′ 39″ est | « PA00098978 » | Classé                | 1862           | Salle des Thèses                                                           |
| Service inter-régional de traitement de l'information                      | 2 rue Paul-Langevin                                      | 47° 49′ 56″ nord, 1° 56′ 17″ est | « PA45000046 » | Inscrit Classé        | 2015 2016      | Service inter-régional de traitement de l'information                      |
| Fontaine monumentale dite « La Source humaine »                            | Parc Pasteur                                             | 47° 54′ 28″ nord, 1° 54′ 43″ est | « PA45000050 » | Inscrit               | 2017           | Fontaine monumentale dite « La Source humaine »                            |
| Statue équestre de Jeanne d'Arc                                            | Place du Martroi                                         | 47° 54′ 09″ nord, 1° 54′ 14″ est | « PA45000051 » | Inscrit               | 2017           | Statue équestre de Jeanne d'Arc                                            |
| Temple                                                                     | Place Saint-Pierre-Empont                                | 47° 54′ 01″ nord, 1° 54′ 32″ est | « PA00098977 » | Inscrit               | 1975           | Temple                                                                     |